# Saison 3 de Z Nation
Chronologie
Saison 2 Saison 4
La troisième saison de Z Nation, série télévisée américaine, est constituée de quinze épisodes, diffusée du 16 septembre 2016 au 16 décembre 2016 sur Syfy, aux États-Unis.

## Synopsis
L'intrigue se déroule dans un monde post-apocalyptique envahi par des « Z » ou morts-vivants et où les rares survivants humains tentent tant bien que mal de rester en vie. L'unique espoir de l'humanité est Murphy, un ancien prisonnier. Un prototype de vaccin lui a été injecté contre sa volonté afin de contrer le « virus zombie » et est devenu la seule personne vivante connue à avoir survécu à des morsures de morts-vivants. Il est donc impératif de le garder en vie afin de produire d'autres antidotes à partir de son sang. Aidé bon gré mal gré de plusieurs compagnons tel que Garret, ancien membre de la garde nationale, Warren, Doc, 10 Mille, Addy et Mack ou encore la mystérieuse Cassandra, il fait route vers un laboratoire de Californie. Mais le temps presse et beaucoup de questions restent sans réponses. Sans oublier que l'antidote fait subir à Murphy une bien étrange évolution.

## Distribution

### Acteurs principaux
- Kellita Smith (VF : Sophie Planet) : le lieutenant Roberta Warren
- DJ Qualls (VF : Adrien Solis) : Simon Cruller / « le Citoyen Z »
- Keith Allan (VF : Jérôme Keen) : Alvin Bernard Murphy dit « Murphy, le patient 0 »
- Anastasia Baranova (VF : Marie Nonnenmacher) : Addison « Addy » Carver
- Russell Hodgkinson (VF : Gérard Rouzier) : Steven « Doc » Beck
- Nat Zang (VF : Jean-Pierre Leblan) : Thomas « 10 000 »
- Emilio Rivera : Hector « Escorpion » Alvarez
- Joseph Gatt : « le Chasseur », un chasseur de primes
- Sydney Viengluang : Sun Mei
- Ramona Young : Kaya

### Acteurs récurrents
- Mark Carr (VF : Sylvain Lemarié) : Sketchy McClane
- Doug Dawson : Vernon, « Skeezy »
- Sara Coates : Serena
- Lisa Coronado : Dr Marilyn Merch

## Production

### Développement
Le 6 novembre 2015, la série a été renouvelée pour une troisième saison de quinze épisodes.
Le 30 mai 2016, Syfy annonce que cette saison débutera par un double épisode ou un téléfilm. Ce double épisode permettra de présenter une intrigue importante et introduira des nouveaux personnages centraux lors de cette saison,.

### Casting
En avril 2016, les acteurs Kellita Smith, DJ Qualls, Keith Allan, Anastasia Baranova, Russell Hodgkinson, Nat Zang, Matt Cedeño et Emilio Rivera sont confirmés pour reprendre leur rôle lors de cette saison.
En mai 2016, Joseph Gatt a obtenu le rôle récurrent de « The Man » lors de cette saison.

### Tournage
Le tournage de la troisième saison a commencé le 1er mai 2016.

## Liste des épisodes

### Épisodes 1 et 2:Sans Mercy, première et deuxième partie
- États-Unis /  Canada : 16 septembre 2016 sur ABC[8] / Space
- France : 28 janvier 2017 sur Ciné+ Frisson[9],[10]

- États-Unis : 1,06 million de téléspectateurs[11] (première diffusion)

Pisay Pao Cassandre et Joseph Gatt le chasser

### Épisode 3:Nouvelle Mission
- États-Unis /  Canada : 23 septembre 2016 sur Syfy / Space
- France : 28 janvier 2017 sur Ciné+ Frisson[9],[10]

- États-Unis : 1,03 million de téléspectateurs[13] (première diffusion)

### Épisode 4:Le Nouvel Ordre mondial
- États-Unis /  Canada : 30 septembre 2016 sur Syfy / Space
- France : 28 janvier 2017 sur Ciné+ Frisson[9],[10]

- États-Unis : 860 000 téléspectateurs[14] (première diffusion)

### Épisode 5:Escorpion et la Main rouge
- États-Unis /  Canada : 7 octobre 2016 sur Syfy / Space
- France : 4 février 2017 sur Ciné+ Frisson[9],[10]

- États-Unis : 846 000 téléspectateurs[15] (première diffusion)

### Épisode 6:Bon appétit, Murphy!
- États-Unis /  Canada : 14 octobre 2016 sur Syfy / Space
- France : 4 février 2017 sur Ciné+ Frisson[9],[10]

- États-Unis : 803 000 téléspectateurs[16] (première diffusion)

### Épisode 7:Lobotomie à tout prix
- États-Unis /  Canada : 21 octobre 2016 sur Syfy / Space
- France : 4 février 2017 sur Ciné+ Frisson[9],[10]

- États-Unis : 768 000 téléspectateurs[17] (première diffusion)

### Épisode 8:Que la lumière soit
- États-Unis /  Canada : 28 octobre 2016 sur Syfy / Space
- France : 4 février 2017 sur Ciné+ Frisson[9],[10]

- États-Unis : 717 000 téléspectateurs[18] (première diffusion)

### Épisode 9:L'Amérique de demain
- États-Unis /  Canada : 4 novembre 2016 sur Syfy / Space
- France : 11 février 2017 sur Ciné+ Frisson[9],[10]

- États-Unis : 867 000 téléspectateurs[19] (première diffusion)

### Épisode 10:En quête de la main rouge
- États-Unis /  Canada : 11 novembre 2016 sur Syfy / Space
- France : 11 février 2017 sur Ciné+ Frisson[9],[10]

- États-Unis : 916 000 téléspectateurs[20] (première diffusion)

### Épisode 11:Ça pousse si vite!
- États-Unis /  Canada : 18 novembre 2016 sur Syfy / Space
- France : 11 février 2017 sur Ciné+ Frisson[9],[10]

- États-Unis : 768 000 téléspectateurs[21] (première diffusion)

### Épisode 12:Les Trois Grâces
- États-Unis /  Canada : 25 novembre 2016 sur Syfy / Space
- France : 11 février 2017 sur Ciné+ Frisson[9],[10]

- États-Unis : 1,01 million de téléspectateurs[22] (première diffusion)

### Épisode 13:L'Alliance
- États-Unis /  Canada : 2 décembre 2016 sur Syfy / Space
- France : 18 février 2017 sur Ciné+ Frisson[9],[10]

- États-Unis : 737 000 téléspectateurs[23] (première diffusion)

### Épisode 14:Sauver Lucy
- États-Unis /  Canada : 9 décembre 2016 sur Syfy / Space
- France : 18 février 2017 sur Ciné+ Frisson[9],[10]

- États-Unis : 755 000 téléspectateurs[24] (première diffusion)

### Épisode 15:Et tout le monde meurt à la fin
- États-Unis /  Canada : 16 décembre 2016 sur Syfy / Space
- France : 18 février 2017 sur Ciné+ Frisson[9],[10]